# Mesquita i madrassa d'Hasan
La mesquita i madrassa d'Hàssan (àrab: مسجد السلطان الناصر حسن ومدرسته, masjid as-sulṭān an-Nāṣir Ḥasan wa-madrasatu-hu) és un dels principals monuments islàmics d'època mameluca de la ciutat del Caire; forma part del conjunt arquitectònic conegut com a Caire històric, declarat Patrimoni de la Humanitat per la UNESCO. Porta el número 133 del catàleg de monuments islàmics gestionat pel Supreme Council of the Antiquities. Està situada al centre històric de la ciutat, prop de la ciutadella, a ponent d'aquesta.

## Història

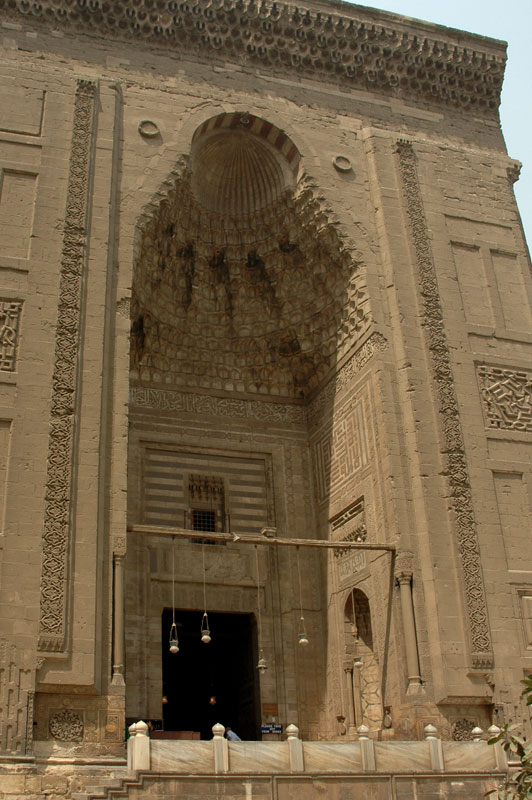
Portada principal

El fundador d'aquesta casa fou un dels fills i successors d'an-Nàssir Muhàmmad ibn Qalàwun, el soldà an-Nàssir Hàssan, el qual va regnar en dues ocasions, primer entre el 1347-1351 i finalment entre 1354 i 1361. Quan va pujar al tron per primer cop només tenia tretze anys; de fet, el govern va estar a les mans de l'emir Mànjaq, que va dirigir el país fins al 1350, quan Hàssan el va arrestar. Un any després, el mateix Hàssan fou empresonat i el poder va passar al seu germà as-Sàlih Sàlih, fins que el va poder recuperar de nou el 1354. El seu govern es va desenvolupar amb contínues confrontacions amb els emirs.

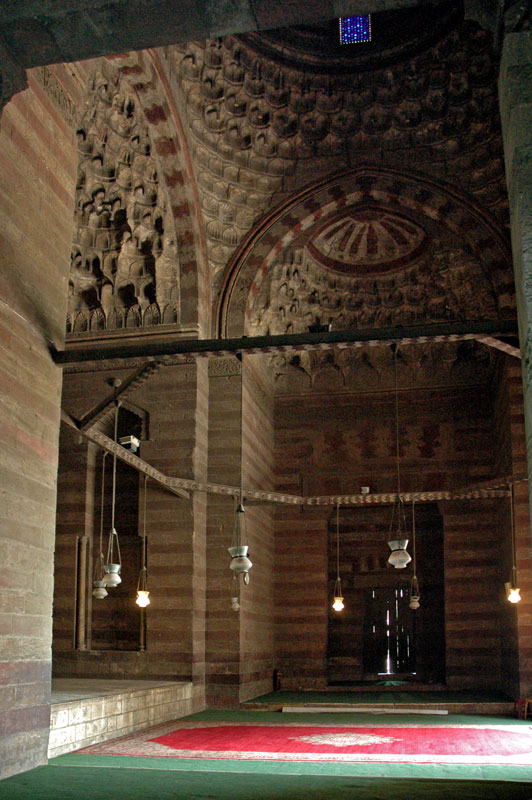
El vestíbul

La construcció de la madrassa va començar el 1356 i es va inaugurar el 1361, poc abans del seu assassinat a mans de Yalbughà al-Umarí, cap de l'exèrcit. El seu cos es va amagar i mai més es va trobar, per això no reposa al gran mausoleu que es va aixecar al mateix edifici. La construcció es va acabar després de la seva mort i desaparició, el 1363. Hàssan fou un personatge força controvertit i ja en l'època hom li retreia aspectes del seu comportament, així com la gran despesa i malbaratament de mitjans que va representar aixecar aquest gran monument, el més costós dels que s'havien construït al Caire.

## L'edifici

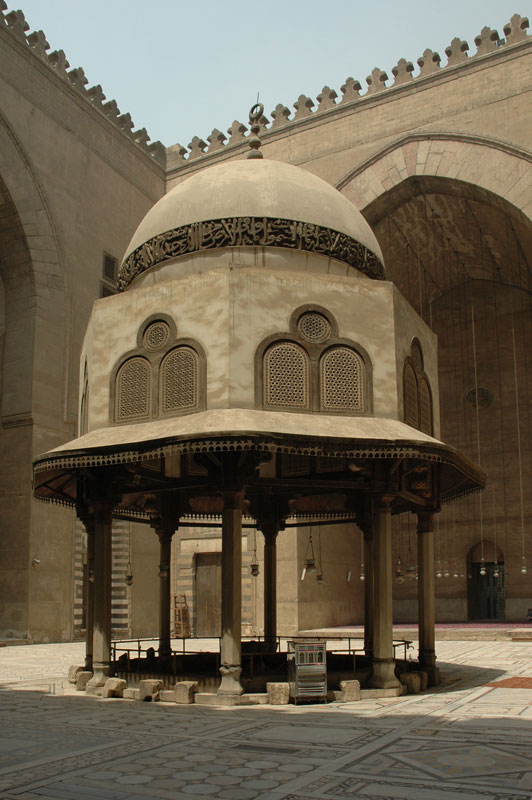
La font d'ablucions

Aquesta mesquita i madrassa es va aixecar en el mateix lloc on trenta anys abans el seu pare havia bastit un gran palau, possiblement els fonaments de l'edifici actual siguin, en bona part, els de la construcció anterior.
Es tracta d'un edifici de grans dimensions, centrat per un pati envoltat de quatre iwans, el de l'alquibla molt més ampli. Té un gran portal d'entrada de 38 m d'alçada i una sèrie de construccions auxiliars pròpies d'una madrassa, també sales per als administradors del lloc, i fins i tot un sabil. La zona del pati i mesquita està separada de la resta, per la doble funció que tenia: la de madrassa i la de mesquita del divendres, oberta al públic per a la pregària. Al mur de l'alquibla, es troba el mihrab i un minbar, de marbre. Al bell mig de l'iwan principal, hom troba la dikka, amb columnes també de marbre. El pati central és ocupat per una font d'ablucions de planta octogonal, amb una cúpula sobre columnes.

### El mausoleu

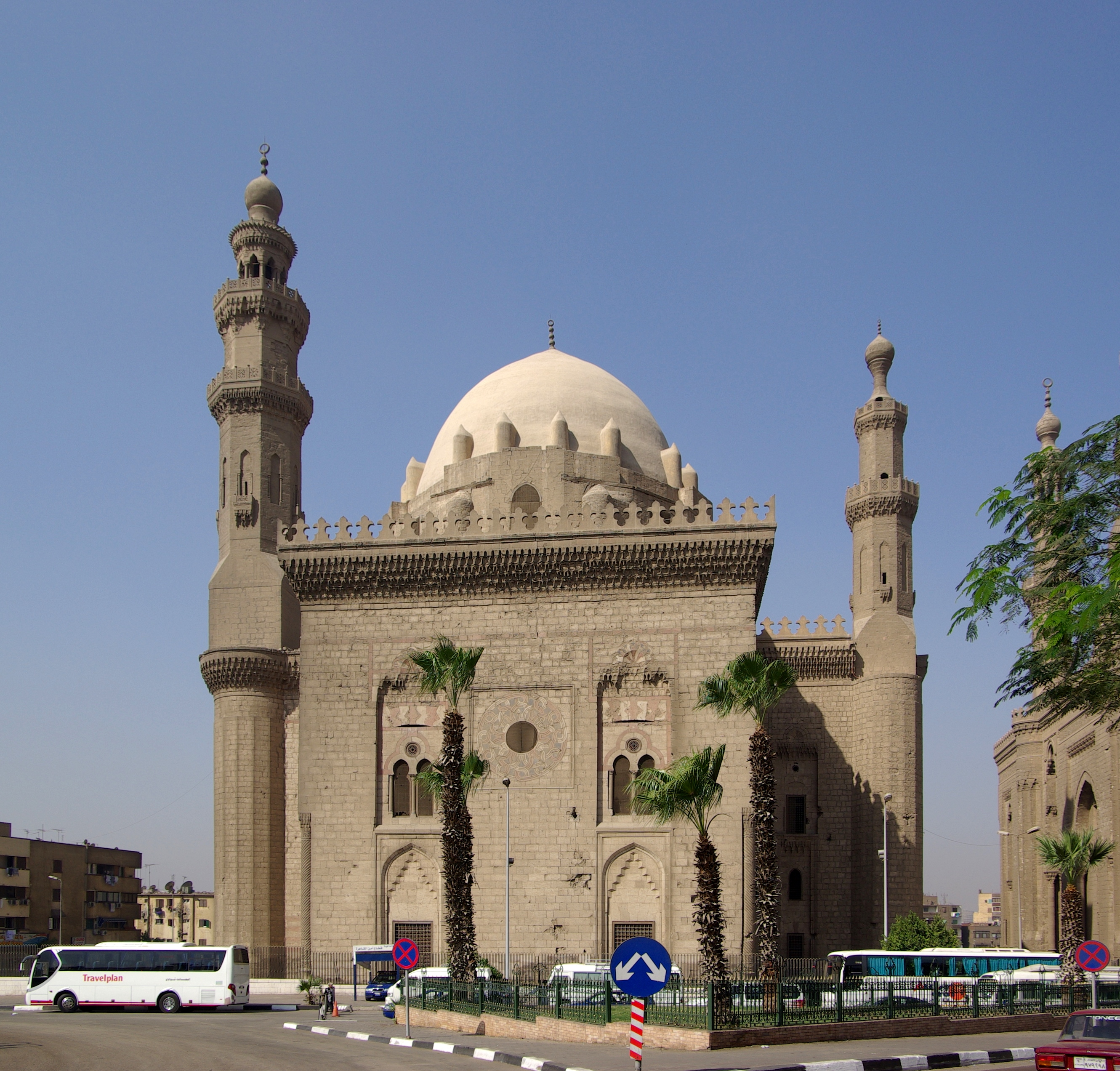
Exterior del mausoleu, entre els minarets

És també excepcional la situació del mausoleu, darrere del mur de l'alquibla. No és un cas únic, però només es troba en mausoleus de reduïdes dimensions. Aquesta construcció està coberta per una gran cúpula, que inicialment era de fusta i amb un diàmetre de 21 m. La cúpula actual és de l'època d'una reconstrucció del 1671.

### Els minarets
La madrassa es va projectar amb quatre minarets, dos als extrems del mur de l'alquibla, a banda i banda del mausoleu, i dos més a la porta principal. Un dels minarets de l'alquibla va caure el 1659 i fou reemplaçat per l'actual, de reduïdes dimensions, el 1671.
Un cop eren enllestits els minarets de l'alquibla, va començar la construcció dels del portal. Un d'aquests va caure el 1361 i provocà la mort de molts alumnes de la madrassa, això fou considerat un mal auguri; poc després, el soldà moriria assassinat.

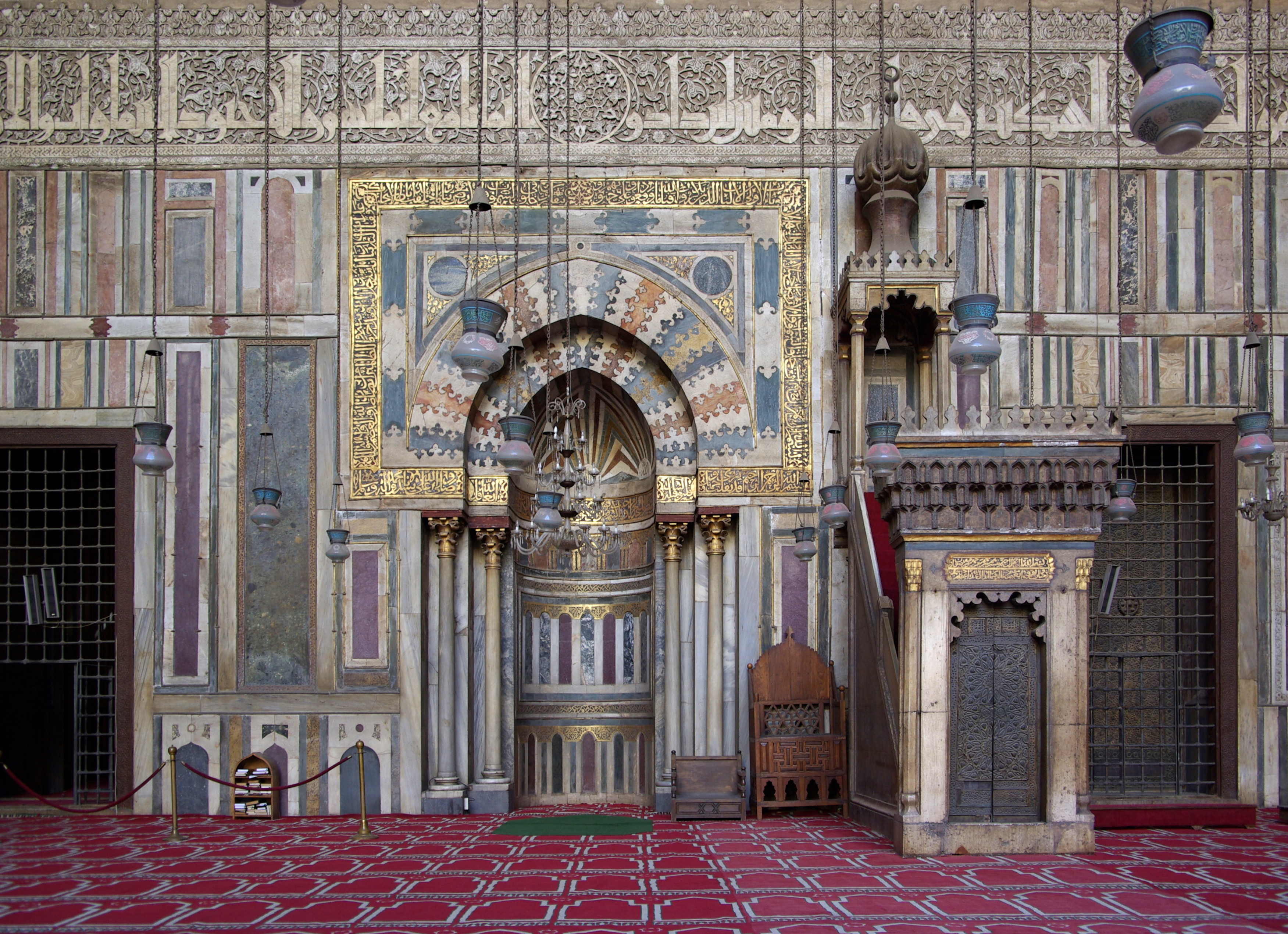
El mihrab i minbar al mur de l'alquibla
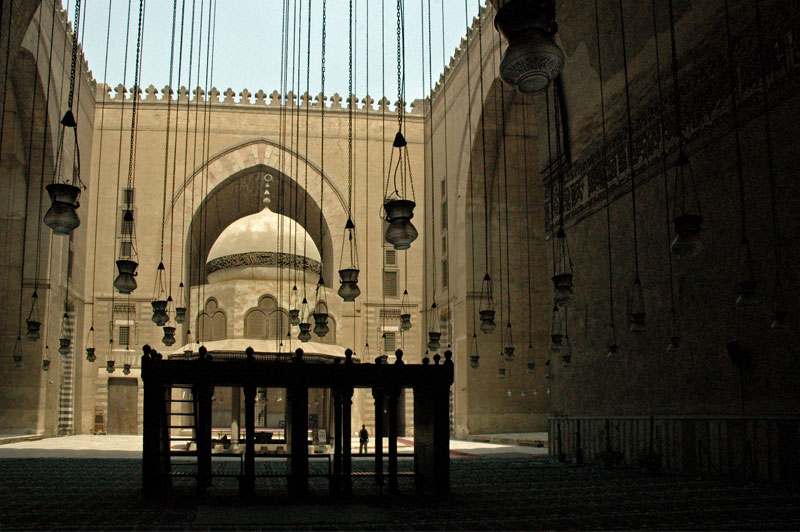
El pati des del gran iwan
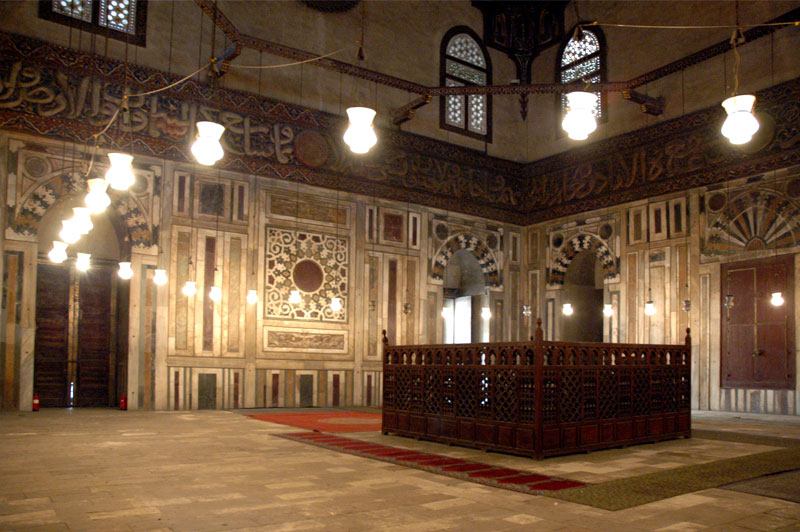
Interior del mausoleu